# 最後の晩餐 (ボウツ)

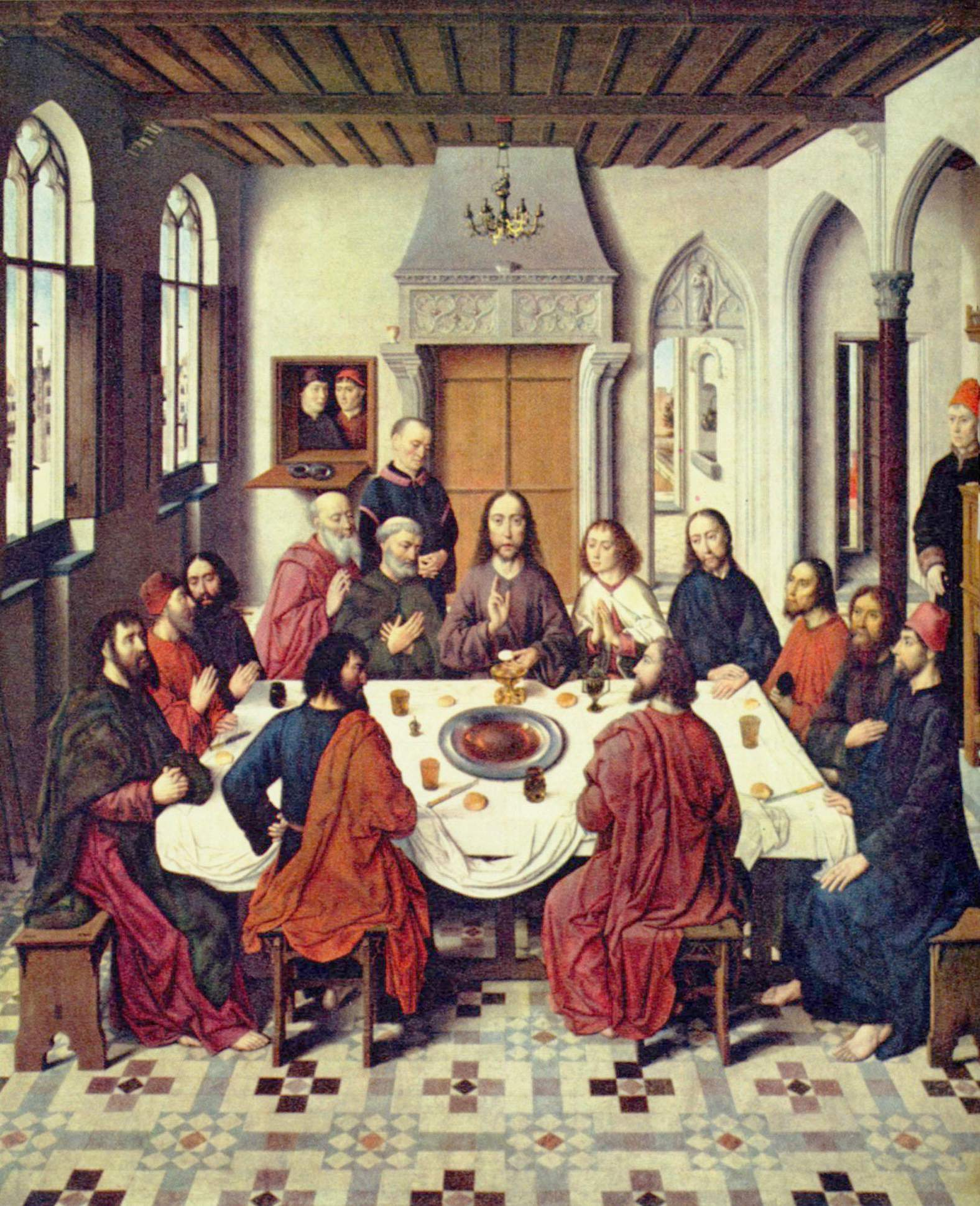
祭壇画中央のパネル。

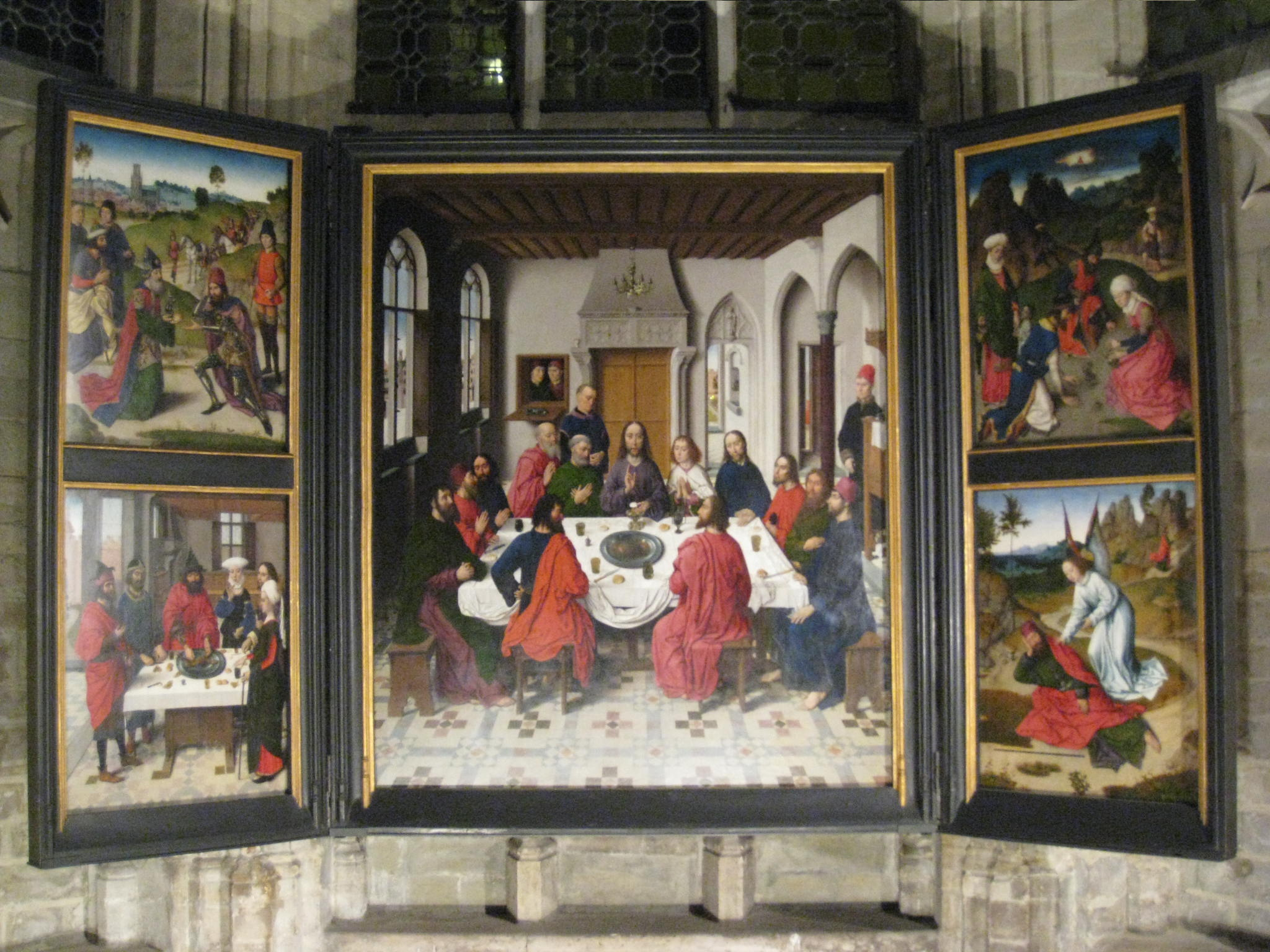
祭壇画の全体像。小さいパネルの位置が、上の画像と異なっている点に注意。

『最後の晩餐』（さいごのばんさん、オランダ語: Het laatste avondmaal）は、ディルク・ボウツによる、高さ180cm、幅290smの トリプティク（3連の祭壇画）で、ボウツの代表作のひとつ考えられている作品。
中央の最後の晩餐の場面を描いたパネルを『最後の晩餐』とよび、祭壇画全体は『聖餐の秘跡の祭壇画』(Altaarstuk van het Heilig Sacrament) と称することもある。

## 歴史
板に油彩で描かれたこの絵は、1464年から1467年にかけてのいずれかの時期に制作され、ルーヴェンの聖ペテロ教会に設置されている。制作を依頼したのは、聖餐兄弟会 (Broederschap van het Heilig Sacrament) であった。依頼主との合意により、この作品に対する報酬は煉瓦積み工のマイスター（親方）の千日分にあたる200ライニッシャー・グルデン（ラインラントの通貨単位）となった。この高額の報酬のために、ボウツは、並行して他の絵を描かないこと、画材の代金は自分で負担することなどに同意しなければならなかった。1475年にボウツが死去した後、ふたりの息子たち、アエルブレヒト・ボウツとディルク・ボウツ (子)が、父の制作した聖ペテロ教会の祭壇画の両翼の外側に絵を描くことを委嘱された。

## 絵のモチーフ
透視投影によって構成された中央のパネルの画面には、最後の晩餐のイエスと使徒たちの姿が描かれている。場面はイエスが、キリスト教会の伝統では聖餐のはじまりとされる、「わたしを記念するため、このように行いなさい」という言葉を語るところである。食卓の傍らに立っている2人の男性は、聖餐兄弟会の幹部と考えられている。後ろの壁の窓の先に見える2人の人物については、誰であるか知られていない。
長めに引き延ばされ、鑑賞者を正面から見据えるイエスの顔は、ヴェロニカの聖顔布（ヴェロニカのヴェール）を思い起こさせる。イエスは、世の救い主としての祝福のジェスチャーをしている。
祭壇画の両翼には、4枚の小さいパネルが配され、いずれも聖餐との関わりがある旧約聖書の場面が描かれている。これら小さいパネルは、位置を入れ替えることができる。

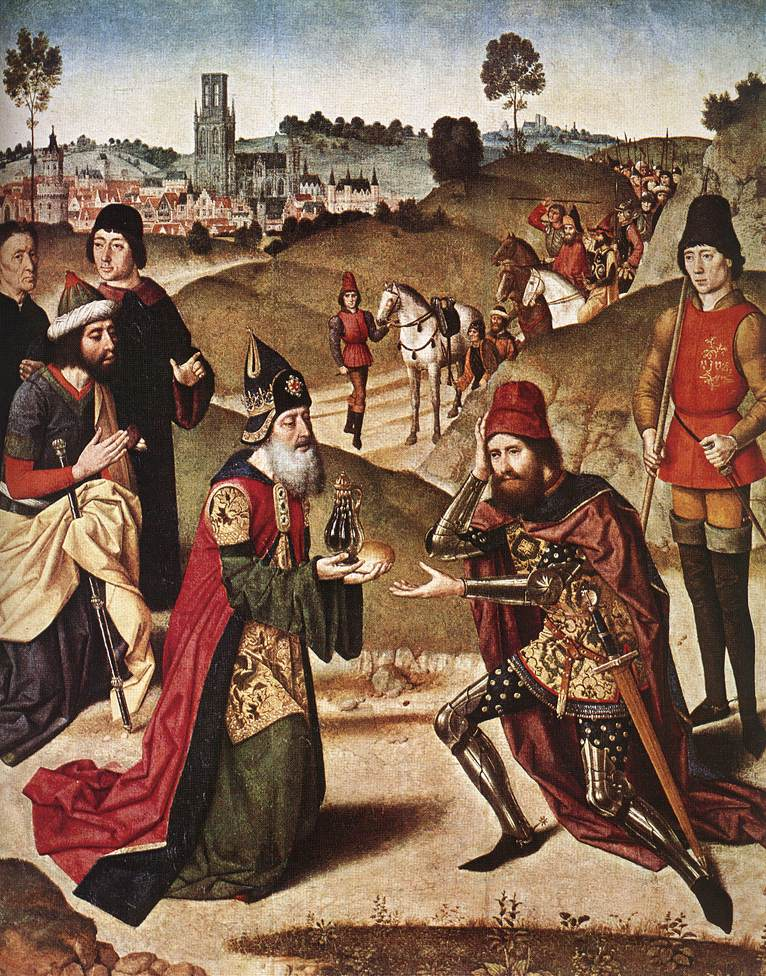
小さいパネルのひとつ。アブラハムにパンとワインを差し出すメルキゼデク。

（以下、上下、左右の配置への言及は、このページ冒頭の画像におけるもの）左側の翼の上方にはメルキゼデクがアブラハムにパンとワインを差し出す様子が、その下には、マナを拾い集めるユダヤ人たち、右翼の上方には、悪魔バアルの司祭たちを殺した後に、砂漠に赴いたエリヤが描かれている。神は天使を遣わして、エリヤにパンを与えた。その下には、過越の晩餐として、調理された羊を、人びとが立ったまま慌ただしく食べている様子が描かれている。